# La Ballade de Narayama (film, 1983)
Pour les articles homonymes, voir La Ballade de Narayama.
Pour plus de détails, voir Fiche technique et Distribution.
La Ballade de Narayama (楢山節考, Narayama bushikō) est un film japonais de Shōhei Imamura sorti en 1983, adapté de la nouvelle de Shichirō Fukazawa. Ce film a obtenu la Palme d'or au festival de Cannes 1983.

## Synopsis
L'action se déroule au Japon, dans un village pauvre et isolé vers 1860 dans les hauteurs du Shinshū. La coutume ubasute (姥捨て) veut que les habitants arrivant à l'âge de 70 ans s'en aillent mourir volontairement au sommet de Narayama, « la montagne aux chênes », aidés par leur fils aîné. C'est là que se rassemblent les âmes des morts.
Orin-yan, mère de Tatsuhei, a 69 ans et possède encore toutes ses dents, mais elle est résignée à préparer son départ vers la mort. Elle va passer une année à mettre de l'ordre dans les affaires de famille : trouver et former une bru pour son fils aîné, veuf et père de trois enfants, qui puisse tenir le ménage à sa place, assurer le dépucelage de son benjamin Risuke, marier son petit-fils Kesakichi, mais punir la belle-famille de celui-ci qui pille les réserves des voisins.

## Fiche technique
- Titre français : La Ballade de Narayama[3]
- Titre original : 楢山節考 (Narayama bushikō?)
- Réalisation : Shōhei Imamura
- Scénario : Shōhei Imamura, d'après des nouvelles de Shichirō Fukazawa
- Musique : Shin'ichirō Ikebe
- Photographie : Masao Tochizawa
- Montage : Hajime Okayasu
- Décors : Nobutaka Yoshino
- Costumes : Kyoto Isho
- Production : Goro Kusakabe et Jirō Tomoda
- Sociétés de production : Tōei et Imamura Production
- Pays d'origine :  Japon
- Langue originale : japonais
- Format : couleur - 1,85:1 - 35 mm - son mono
- Genre : drame
- Durée : 131 minutes[4]
- Dates de sortie :
  - Japon : 29 avril 1983[4]
  - France : 28 septembre 1983[5]
  - États-Unis : 7 septembre 1984
- Classification : Tous publics[5]

## Distribution
- Ken Ogata (VF : Mostéfa Stiti) : Tatsuhei
- Sumiko Sakamoto (VF : Mado Maurin) : Orin, la mère de Tatsuhei
- Takejo Aki (VF : Anne Jolivet) : Tamayan, la nouvelle femme de Tatsuhei
- Tonpei Hidari (VF : Med Hondo) : Risuke, dit « le puant », le frère de Tatsuhei
- Seiji Kurasaki (VF : Tola Koukoui) : Kesakichi, l'ainé
- Kaoru Shimamori (VF : Damien Boisseau) : Tomekichi, le cadet
- Ryutarō Tatsumi (VF : Pierre Poncet) : Matayan, le vieux voisin
- Junko Takada (VF : Martine Reigner) : Matsu, femme de Kesakichi et fille d'Amaya
- Nijiko Kiyokawa (VF : Marie Francey) : Okane, vieille femme maitresse de Risuke
- Mitsuko Baishō (VF : Annie Balestra) : Oei, jeune femme, maîtresse des hommes du village
- Shōichi Ozawa (VF : Martin Trévières) : Katsuzō
- Sanshō Shinsui (VF : Maïk Darah) : Tadayan, fils de Matayan
- Norihei Miki (VF : Doudou Babet) : Shioya, le vieux vendeur de sel
- Akio Yokoyama (VF : Paul Rieger) : Amaya
- Fujio Tokita (VF : Jacques Aveline) : Jinsaku
- Taiji Tonoyama (VF : Serge Nadaud) : Teruyan
- Ben Hiura (VF : Vincent Violette) : Yakimatsu
- Nenji Kobayashi (VF : Michel Paulin) : Tsune
- Sachie Shimura : la femme d'Amaya

## Commentaires
Le film est l'occasion de rendre compte des traditions qui font la vie de ce village pauvre tout au long de l'année, un cycle de la vie parmi les autres créatures que compte cette vallée reculée. On parle en permanence de subsistance et de sacrifice, et la vie se déroule autour de la nourriture. Le film présente aussi les terribles sanctions contre ceux qui ne respectent pas les règles de la communauté et ses traditions comme l'ubasute. Il évoque aussi des tabous comme l'inceste, l'infanticide ou la zoophilie.

## Autour du film
- Le film présente la pratique de l'ubasute (姥捨て?), une prétendue ancienne coutume japonaise consistant à abandonner loin dans une montagne, jusqu'à leur mort, les anciens et infirmes du village.
- Le scénario est inspiré des nouvelles Tohoku no Zummutachi et Étude à propos des chansons de Narayama, de Shichirō Fukazawa[6].
- Il s'agit de la seconde adaptation de la nouvelle de Shichirō Fukazawa ; la première est sortie en 1958 : La Ballade de Narayama de Keisuke Kinoshita. La version de Shōhei Imamura est plus proche du livre par son application à montrer la vie quotidienne du village.

## Distinctions
- Palme d'or au festival de Cannes 1983